# Hořejší Kunčice
Hořejší Kunčice (deutsch Kunzendorf) ist ein Gemeindeteil von Jakartovice (deutsch Eckersdorf) im Bezirk Opava in Tschechien.

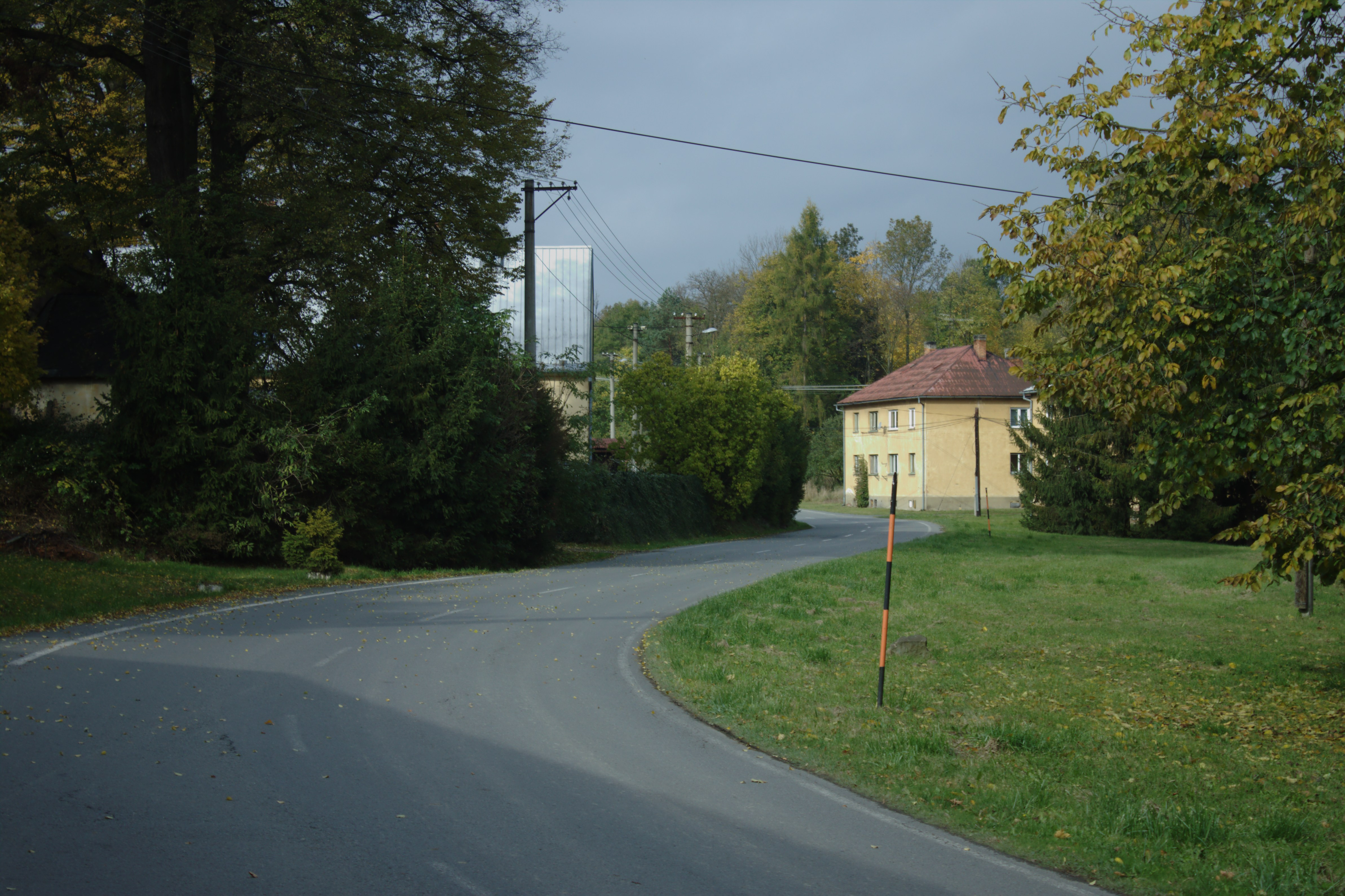
Ortseinfahrt

Kunzendorf ist über die Landstraße 442 zu erreichen.

## Geschichte
Nach dem Münchner Abkommen im September 1938 wurde Kunzendorf dem Deutschen Reich zugeschlagen und gehörte bis 1945 zum Landkreis Bärn.
Die deutschen Bewohner wurden 1945 enteignet und größtenteils vertrieben.